# Thomas Kirker

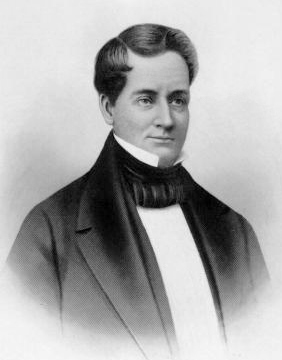
Thomas Kirker

Thomas Kirker, född omkring 1760 i grevskapet Tyrone på Irland (numera Nordirland), död 20 februari 1837 i Adams County, Ohio, var en irländsk-amerikansk politiker (demokrat-republikan). Han var den andra guvernören i delstaten Ohio 1807-1808.
Kirker flyttade 1779 till USA och bosatte sig i Pennsylvania. Han gifte sig 1790 med Sarah Smith och det nygifta paret flyttade till den del av Virginia som 1792 blev delstaten Kentucky. Kirker flyttade 1793 till Nordvästterritoriet.
När Ohio 1803 blev delstat, inledde Kirker en långvarig och framgångsrik karriär inom delstatspolitiken. Han tjänstgjorde som talman i båda kamrarna av delstatens lagstiftande församling. Guvernör Edward Tiffin avgick 1807 för att tillträda som ledamot av USA:s senat. Kirker efterträdde honom i egenskap av senatens talman i Ohio. Kirker förlorade sedan guvernörsvalet 1808 mot Samuel H. Huntington.